# فرانك يورجنسن
فرانك يورجنسن (بالإنجليزية: Frank Jorgensen)‏ هو لاعب كرة قدم أسترالية أسترالي، ولد في 19 أغسطس 1902، وتوفي في 25 يونيو 1995.

## وصلات خارجية
- فرانك يورجنسن على موقع AustralianFootball.com (الإنجليزية)
- فرانك يورجنسن على موقع AFLtables.com (الإنجليزية)